# サンデースクエア
サンデースクエア
1. 日本テレビで放送されていた情報番組。本項で詳述する。
2. 読売テレビが日曜深夜に不定期編成している単発特別番組枠。

『サンデースクエア』は、1983年7月3日から同年9月11日まで日本テレビで放送されていた情報番組である。放送時間は毎週日曜 12:00 - 12:30 （日本標準時）。

## 概要
ゲストとのトークを交えながらさまざまな情報を紹介していた番組で、各地にサテライトスタジオを設けての放送を行っていた。司会は山下真司と遠藤京子が、リポーターは青木夏子が務めていた。出演者から演出家に至るまで当時20代の若者が番組制作に携わるという触れ込みでスタートしたが、司会の山下は当時31歳であった。